# Castellón de la Plana (stacja kolejowa)
Castellón de la Plana – stacja kolejowa w Castellón de la Plana, we wspólnocie autonomicznej Walencja w Hiszpanii. Stacja leży na korytarzu śródziemnomorskim linii Walencja-Tarragona.
Ta nowo wybudowana stacja znajduje się na calle del Pintor Oliet nr 2 i zastępuje starą stację Estación del Norte otwartą w 1882 i położoną na wschód od obecnej.
Stacja znajduje się w korytarzu śródziemnomorskim, na linii dużej prędkości (160 do 200 km/h). Trasa prowadząca przez miasto została zmieniona. Wybudowano tunel w zachodniej części miasta oraz podziemną stację kolejową. Stacja została otwarta, kiedy rozpoczęły kursowanie pociągi typu Euromed.
Stacja składa się z trzech poziomów (0, -1, -2). Pierwszy poziom zawiera kasy, sklepy i kawiarnie, drugi jest halą peronową, a trzeci przejściem podziemnym łączącym 3 perony stacji.
Obok dworca znajduje się dworzec autobusowy. Od 2008 znajduje się tu również przystanek trolejbusów.

## Połączenia
- Alicante
- Almería
- Barcelona França
- Badajoz
- Barcelona Sants
- Cartagena
- Granada
- Lorca-Sutullena
- Madryt Atocha
- Málaga-María Zambrano
- Montpellier
- Murcia del Carmen
- Oropesa
- Sevilla Santa Justa
- València Norte